# Goue
Goue war ein französisches Längenmaß. Als Schiffsmaß fand es beim Bau von Galeeren Anwendung.
- 1 Goue = 2¼ Fuß